# Steubenville, Ohio
Steubenville este un oraș situat în comitatul Jefferson, statul Ohio, Statele Unite. Steubenville a fost întemeiat în anul 1797, fiind denumit după generalul prusac Friedrich Wilhelm von Steuben, unul din organizatorii armatei americane din timpul Revoluției Americane (cunoscută atunci ca Continental Army).

## Geografie
Orașul se află la altitudinea de 319 m și se întinde pe o suprafață de 26,8 km², din care 26,8 km² este uscat. În anul 2000 avea 19.015 locuitori, cu o densitate a populației de 709,5 loc./km².

## Demografie
| An   | Nr. loc. |
| ---- | -------- |
| 1980 | 26.400   |
| 1990 | 22.125   |
| 2000 | 19.945   |
| 2005 | 19.314   |

## Personalități marcante
- Edwin Stanton (1814 - 1869), avocat, politician;
- Charles Ogle (1865 - 1940), actor;
- John Scarne (1903 - 1985), cartofor;
- Dean Martin (1917 - 1995), actor și cântăreț;
- Avery Dulles (1918 - 2008), cardinal;
- Rollie Fingers (n. 1946), jucător de baschet;
- Daniel DiNardo (n. 1949), cardinal;
- Traci Lords (n. 1968), actriță.

## Vedeți și
- Listă de orașe din statul Ohio